# Partit Demòcrata de la Reunificació
El Partit Demòcrata de la Reunificació (en coreà: 통일민주당; RR: Tongilminjudang; PDR) va ser un polític liberal de Corea del Sud. El partit es va establir el 1987 pels líders Kim Dae-jung i Kim Young-sam, disconformes amb els darrers posicionaments del Nou Partit Demòcrata de Corea. Al mateix any Kim Dae-jung generaria una nova escissió creant el Partit Demòcrata de la Pau, mentre que el PDR s'integraria poc després en el Partit Liberal Demòcrata.

## Història
El partit es va formar el 21 d'abril de 1987 com a escissió del Nou Partit Demòcrata de Corea. Malgrat els bons resultats que el partit va aconseguir a les eleccions legislatives de 1985, els conflictes interns van créixer al si del partit, sobretot per la intensitat de la lluita contra la dictadura i la demanda d'una elecció directa i democràtica del president. Kim Young-sam i Kim Dae-jung van adoptar una línia dura contra el règim de Chun, mentre que l'antic líder del partit, Lee Min-woo, va adoptar un to més conciliador. La crisi va esclatar amb la revelació del "Pla Lee Min-woo" (이민우 구상) el 24 de desembre de 1986, amb la qual s'acceptava la revisió constitucional del sistema parlamentari. El pla va ser criticat tant per Kim Young-sam com per Kim Dae-jung com una capitulació davant la dictadura, a més d'assenyalar que no s'havia discutit internament al partit. La creixent discòrdia va culminar amb l'escissió dels líders i la creació del PDR.
Després de la Lluita Democràtica de Juny de 1987 i la Declaració del 29 de juny, en la qual el nou President Roh Tae-woo va prometre l'elecció directa i democràtica a les properes eleccions presidencials del desembre d'aquell any, es va especular sobre la possible candidatura de Kim Dae-jung, que havia estat recentment amnistiat. Malgrat els esforços per consensuar un únic candidat demòcrata, la relació entre Kim Dae-jung i Kim Young-sam es va trencar, forçant una nova escissió el 29 d'octubre, amb la creació del Partit Demòcrata de la Pau impulsat per Kim Dae-jung i els seus seguidors. Amb la divisió de vots dels candidats de l'oposició a les eleccions presidencials, Roh Tae-woo seria reelegit com a President de Corea del Sud.
A les següents eleccions legislatives de 1988, el PDR va rebre un resultat decebedor. Si bé el partit va retenir l'electorat a la província de Gyeongsong Sud, guanyant 14 dels 15 escons a la ciutat de Busan, el sistema electoral de primer pas va fer que el partit quedés tercer en nombre d'escons, tot i superar en més de 900.000 vots al Partit Demòcrata de la Pau.

### Fusió amb el partit del règim
Davant els decebedors resultats electorals i l'ascens del Partit Demòcrata de la Pau, Kim Young-sam i els seus seguidors van decidir acceptar la proposta de fusionar el partit amb el governant Partit de la Justícia Democràtica i el Nou Partit Republicà Democràtic, tots dos de tradició conservadora.
La decisió va ser molt criticada tant des de dins com des de fora del partit, percebuda com una "traïció", unint forces amb les restes de les dictadures militars de Park Chung-hee (representada pel Nou Partit Republicà Democràtic) i Chun Doo-hwan (representat pel Partit de la Justícia Democràtica). Kim va respondre a les crítiques assenyalant que "un ha d'entrar a la cova del tigre per atrapar el tigre".
Els membres del partit que es van oposar a la fusió, inclosos Roh Moo-hyun i Lee Ki-taek, van formar el Partit Demòcrata el 1990 i més tard es van fusionar amb el Partit Demòcrata de la Pau per formar un nou Partit Demòcrata. El PDR es va dissoldre oficialment el 22 de gener de 1990, unint-se al recentment format Partit Liberal Demòcrata. Kim Young-sam va succeir el lideratge de Roh el 1992 i es va convertir en el següent president.

## Resultats electorals

### Eleccions Presidencials
| Any  | Candidat      | Vots      | %           | Resultat |
| ---- | ------------- | --------- | ----------- | -------- |
| 1987 | Kim Young-sam | 6,337,581 | 28,04 / 100 | Derrota  |

### Eleccions Legislatives
| Any  | Líder          | Vots      | %     | Escons   | Escons  | Escons   | Pos. | Govern   |
| Any  | Líder          | Vots      | %     | Circum.  | Llista  | Total    | Pos. | Govern   |
| ---- | -------------- | --------- | ----- | -------- | ------- | -------- | ---- | -------- |
| 1988 | Kim Myeong-yun | 4,680,175 | 23.83 | 46 / 224 | 13 / 75 | 59 / 299 | 3r   | Oposició |